# Armoniu

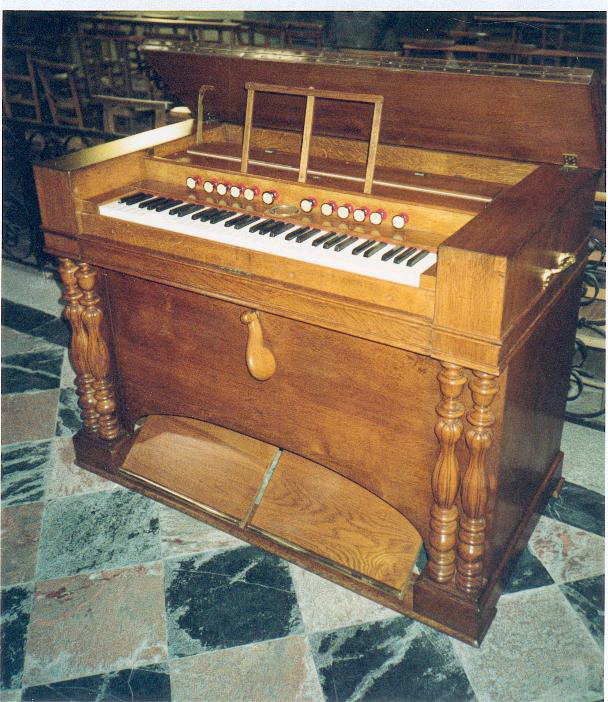
Armoniu

Armoniul este un instrument muzical cu claviatură, asemănător cu orga, la care sunetele sunt produse de vibrarea unor lame metalice (ca la acordeon) la presiunea aerului ieșit dintr-un burduf acționat cu pedale.
La armoniu, sunetele muzicale sunt redate prin lamele metalice (ancii libere) care vibrează sub efectul unor tuburi de suflat. Acestea sunt puse în mișcare de picioarele executantului la armoniul obișnuit și printr-o manetă cu braț sau electric în ghidul-de-cânt, care este un armoniu de model mic.
Regina Maria a României a avut un armoniu realizat de atelierele J.Trayser & Co din Stuttgart. Aceste ateliere germane, specializate în conceperea instrumentelor muzicale, au primit numeroase premii și medalii de aur pentru acest instrument la expozițiile industriale europene.
Dimitrie Cuclin a compus motetul „Crezul” pentru cor mixt și armoniu.